# Signo de Forchheimer

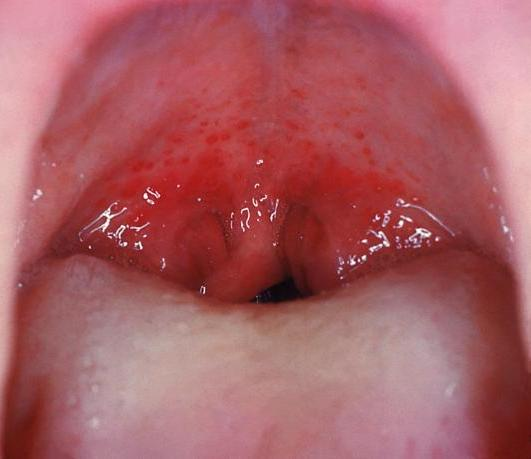
Observe el enrojecimiento y el edema de la orofaringe, y las petequias, o pequeñas manchas rojas, en el paladar blando causadas por la faringitis estreptocócica.

El signo de Forchheimer o manchas de Forchheimer, es un enantema fugaz que se observa como manchas rojas pequeñas (petequias) en el paladar blando en el 20% de los pacientes con la rubéola. Preceden o acompañan al exantema de la rubéola, no es patognomónico de la rubéola, ya que se observan manchas similares en el sarampión y la escarlatina.
El signo recibe el nombre del pediatra estadounidense Frederick Forchheimer (1853-1913).